# Dunlop Tyres
Dunlop este o marcă de anvelope deținută de diverse companii din întreaga lume. Fondată de pionierul anvelopelor pneumatice John Boyd Dunlop din Dublin, Irlanda în 1890, este deținută și operată de Goodyear Tire and Rubber Company în America de Nord, Europa, Australia și Noua Zeelandă. În India, brandul este deținut de Dunlop India Ltd. a cărui companie-mamă este Grupul Ruia. În câteva alte țări din Asia (Japonia, China, Indonezia, Thailanda și Rusia), Africa și America Latină (cu excepția Mexicului), este operat de Sumitomo Rubber Industries. În Malaezia, marca Dunlop Tire este, din 2012, deținută integral de Continental AG, care produce pneuri marca Dunlop de vânzare în Malaezia, Singapore și Brunei.
În 1985, compania Dunlop Rubber Company a fost achiziționată de BTR plc, iar Sumitomo a dobândit drepturile de fabricare și comercializare a anvelopelor rutiere marca Dunlop. Sumitomo nu a achiziționat nicio companie Dunlop. În 1997, Sumitomo a câștigat acordul de a folosi numele Dunlop în numele societății sale și a schimbat numele filialei sale din Marea Britanie în Dunlop Tires Ltd.
În 1999, Sumitomo și Goodyear au început o asociere în cadrul căreia Sumitomo a continuat să fabrice toate pneurile fabricate din Japonia sub numele de Dunlop, în timp ce Goodyear Pneu și Cauciuc Compania a cumpărat 75% din afacerile de anvelope europene și nord-americane ale Sumitomo.
Compania are operațiuni extinse de producție în întreaga lume. Odată cu închiderea uzinei de la Washington, în 2006, Goodyear Dunlop a încetat producția mainstream și a anvelopelor de camioane în Marea Britanie.
În 2016, a fost anunțat că Sumitomo Rubber Industries va începe a doua fază a investiției sale de 131 milioane USD pentru modernizarea și extinderea fabricii sale de fabricație a anvelopelor Dunlop din Ladysmith, Africa de Sud.

Anvelope sport
Până în mai 2014, Goodyear Dunlop a ocupat o parte compactă a site-ului cu sediul principal britanic. În Marea Britanie, compania își desfășoară activitatea ca organizație de vânzări, importând anvelope din fabrici din întreaga lume, inclusiv China, Slovenia și Polonia.
Întreprinderea comună Goodyear Dunlop este administrată de site-urile din Luxemburg și Bruxelles, care se raportează către Goodyear în Akron, Ohio, Statele Unite.

## Vezi și
- Dunlop (mărci)
- Dunlop Rubber
- Dunlop Sport